# Base Rúskaya

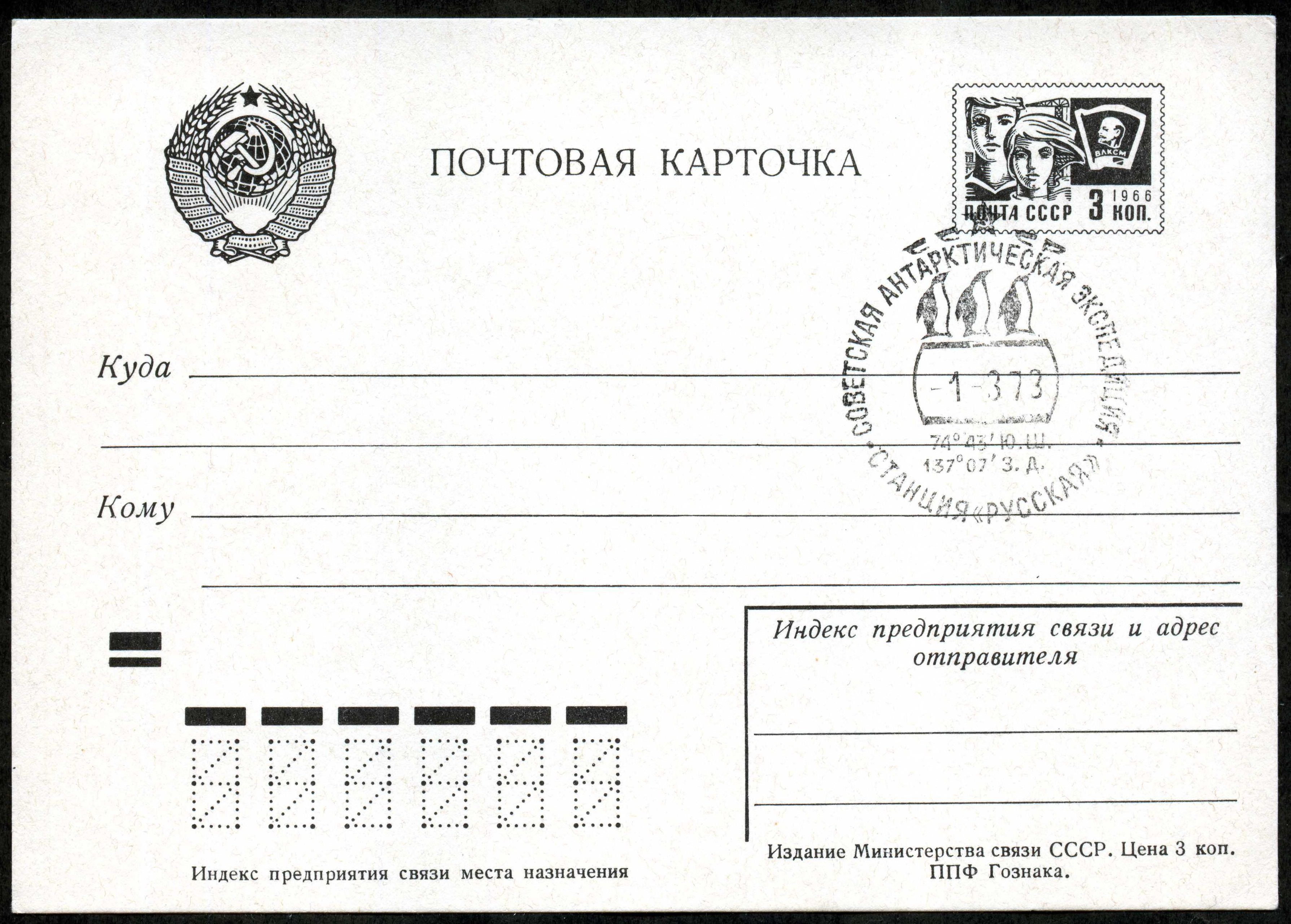
Sello postal de la base.

La Base Rúskaya (en ruso:Русская, que significa Rusa) es una estación científica de Rusia (heredada de la Unión Soviética en 1991) situada en la costa occidental de la Antártida. Se halla en un pequeño afloramiento rocoso del cabo Burks en la Tierra de Marie Byrd. La construcción de la base comenzó en 1973, pero no fue inaugurada hasta 1980. Fue cerrada el 12 de marzo de 1990 y reabierta en febrero de 2008.

## Clima
Para ser la costa antártica, los vientos registrados se llegaron a considerar poco fuertes. El número de días del año en la que la media de la velocidad del viento es de 15m/s, son de 264 y en 136 de esos días los vientos suelen alcanzar velocidades de hasta 30m/s. La temperatura media en los meses más fríos de julio y agosto son de -20 °C. La temperatura más baja jamás registrada en la base fue de -46,4 °C en 1985. Después en los meses más cálidos de diciembre y enero la temperatura media suele ser de -2 °C. La temperatura más alta jamás registrada en la estación fue de 7,4 °C en 1983. La temperatura media anual es de -12 °C y el importe medio de las nevadas es de 2 metros.

## Historia
Entre febrero y marzo de 1973 se hizo un intento fallido de establecer una estación. Solo se colocaron un conjunto de vigas con un generador, y luego comenzó una fuerte tormenta con vientos huracanados, por lo que se decidió trasladar el trabajo al año siguiente. En 1974 también se fracasó en la construcción de esta estación debido a las condiciones del hielo extremadamente difíciles y a los fuertes vientos muy frecuentes. En 1980 se retomó la construcción de la estación, que fue inaugurada el 9 de marzo de 1980.
Originalmente la estación consistía en casas de madera. En 1987 comenzó la reestructuración de la estación, y en 1988-1989 se construyeron dos edificios de paneles de aluminio sobre bases metálicas. En febrero de 1990 se decidió cerrar la estación, debido a que la expedición a la Antártida, que llevaba el nombre del Expedición Antártica Soviética, comenzó con serios problemas en la financiación del gobierno. 
En febrero de 2006 se incluyó en un plan para reabrir bases inactivas junto con Molodiózhnaya y Leningrádskaya, durante la temporada de 2007-2008. Esto traería grandes beneficios, ya que estás estaciones están situadas en el sector del Pacífico de la Antártida, y en esa zona los estudios científicos son muy escasos.
La siguiente vez que los exploradores rusos llegaron a la estación fue en febrero de 2008 durante la 53° Expedición Antártica Rusa. La inspección mostró que las fuerzas de la naturaleza dañaron severamente todos los edificios e instalaciones de la estación. El viento huracanado había dañado las paredes y techos de las casas. A través de las grietas microscópicas de las paredes la nieve se introdujo y luego se transformó en hielo. En cinco días lograron hacer las reparaciones más básicas, e instalaron el 10 de febrero de 2008 una estación meteorológica automática y otra geodésica, con transmisión de información a través de satélite. Estos dispositivos tienen paneles solares y turbinas de viento. 
Se instaló un aerogenerador de rotor único que puede soportar velocidades de viento de hasta 140 m/s, y la base recibió el estatus de base estacional, por lo que los exploradores rusos comenzaron a visitarla cada dos años. Está previsto restaurar la base para su uso durante todo el año, pero depende de la obtención de fondos para el reacondicionamiento de la infraestructura.